# Nightsleeper – kapningen
Nightsleeper – kapningen (engelska: Nightsleeper) är en brittisk thriller- och dramaserie vars första säsong hade premiär den 15 september 2024 på BBC One. Svensk premiär ägde rum den 25 september 2024 på SVT Play. Serien består av sex avsnitt och är skapad av Nick Leather.

## Handling
Serien utspelar sig på ett nattåg mellan Glasgow och London. Snart visar det sig att all kommunikation är avskuren och att nödstoppet inte fungerar. Någon har tagit kontroll över tåget och fjärrstyr det.

## Rollista (i urval)
- Joe Cole – Joe Roag
- Alexandra Roach – Abby Aysgarth
- David Threlfall
- Ruth Madeley
- James Cosmo
- Katie Leung
- Sharon Rooney
- Sharon Small
- Leah MacRae